# The Daniel Bermes Boulevard Brewery
The Daniel Bermes Boulevard Brewery war eine US-amerikanische Bierbrauerei in Union Hill, heute Union City. Die Brauerei war zu ihrer Zeit die größte im Hudson County.

## Geschichte
Die Brauerei wurde offiziell 1851, nach anderen Quellen 1855, vom deutschen Auswanderer Daniel Bermes aus Bechenheim in Rheinhessen gegründet.
Bermes wurde am 18. Januar 1824 in Bechenheim geboren. Er war der Sohn des damaligen Bürgermeisters Karl Bermes, der auch Bierbrauer war. Nachdem Daniel Bermes nach Amerika auswanderte, 1848 oder 1852, arbeitete er mehrere Jahre  in verschiedenen Bierbrauereien in New York, etwa auch in der Kirchhof Brauerei.
Nach diesen Lehrjahren machte er sich mit der nach ihm benannten Boulevard Brewery selbstständig. Die Anfangsproduktion seiner Brauerei betrug sieben Fässer am Tag. Nach dem Amerikanischen Bürgerkrieg expandierte die Brauerei. Durch den Einsatz von Dampfmaschinen, dem Erwerb eines Brunnes mit einer Schüttung von 120 Gallonen Wasser (454 Liter) pro Minute und mehrmaligen baulichen Erweiterungen wuchs das Unternehmen immer weiter. Die Eismaschinen des Kühlhauses verfügten über ein Produktionsvermögen von 50 bis 74 Tonnen. Im Jahr 1893 nahm das Firmengelände der „The Daniel Bermes Boulevard Brewery“ mit 16,8 Hektar einen ganzen Häuserblock ein.
Bermes starb am 18. Juni 1898 und hinterließ ein Privatvermögen von rund fünf Millionen Dollar. Seine Ehefrau Dorothea übernahm das Geschäft und konnte den Firmenwert von zwei auf vier Millionen Dollar verdoppeln. Sie galt als eine der reichsten Frauen im Bundesstaat New Jersey.

## Auszeichnungen
Als Qualitätsauszeichnung erhielt das „Bermes lager beer“ in Hoboken eine Goldmedaille für seine Güte und Reinheit.

## Gegenwart
Im ehemaligen Bürogebäude der Brauerei, dem einzigen noch erhaltenen Gebäude der The Daniel Bermes Boulevard Brewery, befinden sich heute eine Anwaltskanzlei sowie ein Grafikstudio. Vor dem historischen Gebäude steht eine Hinweistafel zur Geschichte der Brauerei, die am 27. Oktober 2012 enthüllt wurde.

## Dokumentarfilm
Susan Scherman, deren Ur-Ur-Großonkel Daniel Bermes war, hat zusammen mit ihrem Partner Mauro de Trizio den Kurzfilm „The Daniel Bermes Boulevard Brewery“ veröffentlicht, der zu den Finalisten beim „Fifth Nohu (North Hudson) International Short Film Festival“ zählte. Der Film ist auf der Videoplattform YouTube kostenlos zu sehen.